# 伊拉尔半岛
伊拉尔半岛（荷蘭語：Presqu'île de l'Ilal）位于荷兰林堡省艾斯登-马赫拉滕的一个狭长的半岛和自然自然保护区，地处东马尔兰西北马斯河（默兹河）东岸。
根据1839年签署的《伦敦条约》，该地区当时位于马斯河的西岸比利时一侧，属于比利时王国领土。1970年至1979年期间，因马斯河截弯取直改造，使得伊拉尔半岛成为马斯河东岸的一个半岛，与比利时本土隔绝。为了方便管理，荷兰与比利时两国于2016年在阿姆斯特丹签订两国边界更改、领土互换协议，比利时将伊拉尔半岛和艾斯登半岛换取了原属荷兰的小砾石半岛。2018年1月1日，协议正式生效。